# Venus Terzo
Venus Terzo (* 17. Oktober 1967 in Montreal) ist eine kanadische Filmschauspielerin und Synchronsprecherin.

## Leben
Venus Terzo studierte Schauspielerei am Dawson College in Montreal. Mitte der 1980er Jahre wurde sie als Schauspielerin und Synchronsprecherin für Zeichentrickfilme tätig. Ab 1998 spielte sie Detective Angela Kosmo in der Serie Da Vinci’s Inquest, diese Rolle brachte ihr eine Nominierung für den Gemini Award und mehrere Leo Awards ein.
Zu ihren Synchronarbeiten gehören Captain N, Transformers: Beast Wars und X-Men: Evolution.

## Filmografie (Auswahl)

### Schauspielerin
- 1992: Kidnapping der Nervensägen (To Grandmother’s House We Go)
- 1998: Die unschuldige Mörderin (I Know What You Did)
- 1998–2005: Da Vinci’s Inquest (Fernsehserie, 91 Folgen)
- 2006: Meltdown – Days of Destruction (Meltdown)
- 2010, 2011: Shattered (Fernsehserie, 3 Folgen)
- 2012: Continuum (Fernsehserie, 1 Folge)
- 2014: Rush (Fernsehserie, 1 Folge)
- 2016: Girlfriends’ Guide to Divorce (Fernsehserie, 1 Folge)
- 2016–2019: Arrow (Fernsehserie, 14 Folgen)
- 2018: Skyscraper
- 2018: Take Two (Fernsehserie, 1 Folge)

### Synchronsprecherin
- 1989: Ranma ½ als Ranma Saotome (Zeichentrickserie)
- 1989–1991: Captain N als Prinzessin Lana (Zeichentrickserie)
- 1990–1991: Die neuen Abenteuer des He-Man als Crita (Zeichentrickserie)
- 1996–1999: Transformers: Beast Wars als Black Arachnia (Zeichentrickserie)
- 2000–2003: X-Men: Evolution als Jean Grey (Zeichentrickserie)
- 2002–2002: Project Arms als Katsumi Akagi (Zeichentrickserie)
- 2003: Barbie in Schwanensee als Lila